# النخلة (العدين)
النخلة هي إحدى قرى عزلة بني هات بمديرية العدين التابعة لمحافظة إب، بلغ تعداد سكانها 1836 نسمة حسب التقديرات لعام 2024.
قرية النخلة - العدين
*الجغرافيا:
قريتي الجميلة تحيطها الجبال الشاهقة من كل جانب، فمن الشرق القفلة ومن الشمال الحدة والأعدان ومن الجنوب المدوره ومن الغرب نباخ والعوارض.
وما يميز هذه الجبال ان الجبال الشرقية والجنوبية (متربة) تنبت فيها الحشائش في موسم الأمطار وتكتسي هذه الجبال في هذا الموسم بهذه النبتة مما يجعلها خضراء رقراقه وتعطي صورة بديعة الجمال ويكون مصدر طعام للمواشي ويخزن لموسم الشتاء الجاف. أما عن الجبال الشمالية والغربية فتكتسي بالأشجار المتنوعة والتي يستفاد منها للاحتطاب ورعي المواشي.
وتتكون قرية النخلة من عدة ثكن سكانية: (الخراشب- شرا النقيل -مسكن حسان مسعد- الأقسام- الضاربة- شعب الكبير- الطوائل -الوادي -الجحارة -الدمن -المراون -المراديح -مجهم العرم -أكمه الحمر -القرية بأقسامها الأعلى والوسط والأسفل -عرض فراض -الحرة -ابعرات -بيت الحسام -الصلو -الهياج -الدرب -بيت البارحة -شرا الكدف -بيت قبابة -المرخامة)
*السكان:
ويسكن في بطونها أسر مكونة من بطون (الجماعي -الإدريسي -الظافري -الفقيه -العواضي -الشعراني ) والسواد الأعظم هم( ال شبيطة)، ويعتبر مثنى محمد احمد عبدالوهاب هو القاطن الأول لقرية النخلة وجد ال شبيطة.
ومن السكان الأوائل مسعد صلاح ومن أولاده عامر مسعد، وعلي عبدالرب الظافري ومن أولاده محمد علي وسيف علي وقاسم علي، والحاج عبده الجماعي ومن أولاده سعد عبده و محمد عبده وصالح عبده.
أما عن البطون المتبقية كالفقيه و الشعراني والإدريسي فهي قاطنة من منتصف القرن العشرين.
وبسبب الحروب الأخيرة طرأت تغيرات في التركيبة الديموغرافية للسكان ودخول بعض السكان النازحين هذه المنطقة مما جعل من هذه القرية كثافة سكانية بسبب توفر المياه والمنازل الفارغة.
وتتكون القرية من 222 منزل تقريبا اما عن السكان فلا يوجد إحصاء دقيق ولكن في عام 2017م بلغ عدد السكان 1838 نسمة تقريباُ
*المياه:
قريتي الحبيبة لديها نهر جاري او عين ماء من الشمال الشرقي (الخراشب) يروي مئات الأفراد وهذا المشروع تم بناءه في عام 1978م بقيادة المرحوم صالح حميد شبيطة وبمساهمة أبناء المنطقة جهدا ومالا وكان هذا المشروع هو الأول في المنطقة وفي ظل الجفاف الحاد الذي ضرب معظم المناطق والمناخ المتقلب التي جعل الأمطار تقل مما تسبب بقله الأمطار والسيول  التي تغذي هذه العين. أما المشروع الثاني فقد كان هو البديل وهو مشروع أرتواز تابع لمنظمة بإدارة الشيخ عبدالله احمد عبده سنان والذي غطى المنطقة كلها وخفف عن السكان هذه المشكلة. وهذا بالنسبة لشريان الحياة.
*المناخ و الزراعة:
مناخها حار ممطر صيفا بارد جاف شتاء  
وتمتاز قريتي بمناظرها الخلابة وامطارها الموسمية وجبالها الخضراء ووديانها الكثيفة والأشجار الاستوائية والموسمية والتي تزهو من بداية الموسم الزراعي شهر ابريل(نيسان) إلى نهاية شهر أيلول (الخامس) ومن نيسان تمر الزراعة الموسمية بفواصل حتى نهاية الموسم
إبريل (نيسان) مطر نيسان ييحي الارض والانسان
ويتم في نيسان بذر البذور (التلام) 
مايو(أيار) مبكر وهو شهر كامل لزراعة الذرة (لا تبكي على ابيك اذا مات.،وابكي على مبكر اذا فات) 
ومبكر اذا غلس بكر
يونيو(حزيران) ينقسم إلى (ظلم أول 13 يوم وظلم ثاني 14يو) وتكون فيه الحرارة مرتفعه
يوليو(سهيل)ينقسم إلى قسمين (علب وسهيل)،
*سهل عليه يا  سهيل اما علب قد اصلبة
* اذا جاء سهيل وهي قرون عهيل يابشركم بكيل
وإذا جاء سهيل وهي ماتغطي عجيل ياغلت الويل
أغسطس(آب) وهو شهر كامل، 
* لا تقول حولي خاب وعاد به ليلة من ليالي آب
* اذا دخل آب حلف ما يخرج الا والعلباب بكل باب
أيلول(الخامس) وهو شهر كامل ويتبع تشرين اول  وفيه حصاد لمعظم الثمار الزراعية.
اذا دخل الخامس رد الخريف داعس. 
*الزراعة الموسمية لدى القدامى تضل هي الموروث الزراعي. وتنتج قريتي من الزراعة الفول السوداني والفول الحب الصغير(دجر) والذرة الحمراء المتنوعة كالحسني والمنزلة والصفراء (الشام والمانغو والجوافة وأشجار التمر الهندي بنسبة قليلة جدا وبنسبة 3٪ من نسبة الأشجار في القرية. والبن الذي انحدرت زراعته بشكل مخيف ويكاد ينتهي بسبب قل الأمطار وجريان السيول وضعف المياه وعدم الاهتمام في بناء السدود والحفاظ على هذا الموروث وغياب الدولة الممثلة بوزارة الزراعة والوعي الزراعي، وكان البن مصدر أساسي للدخل إلى فترة الثمانينات من القرن المنصرم وكان من اهم المواقع لزراعته في منطقة الخراشب وشرا النقيل والأقسام والمراون والشعيب، حتى ان المثل يضرب بأن الوالد مسعد راشد يمتلك 2000 شجرة بن و 30 شجرة مانغو (عنب العظام) كما يطلق عليها، وذلك في فترة الستينيات والسبعينات.
أما عن شجرة القات التي غزت البلاد برمتها فهي شجرة خبيثة غزت الوديان والمدرجات الزراعية وتسببت في انقراض بعض الأشجار المفيدة مثل شجرة البن المذكورة سلفاً، و من أنواع الأشجار التي تكسو الوديان والتي لا يستفاد منها الا الاحتطاب وطعام المواشي مثال: الثعب والطالح والعسق والعلب(السدر) والطنب والعلبلب والشرب (النفط الأخضر) والعرم والسلعف والقرض.
*التعليم: 
لدينا مدرسة الابتدائية عمر ابن العاص سابقا (التعاون-حاليا) والتي شيدها ابائنا في عام 1982م بقيادة المرحوم صالح حميد شبيطة والذي اعيد ترميمها في عام 2020م وجزء منها تم تشييده عن طريق منظمة خيرية. وتعتبر هذه المدرسة من أقدم المدارس في المنطقة ولكنها لم ترتقي إلى الامل المنشود بسبب الإدارات المتعاقبة والتي لم تؤدي رسالتها التعليمة بشكل المطلوب إضافة لضعف الأداء والكوادر التعليمية مما تسبب بضعف في بناء عقلية الطالب السليمة وجعل اغلب طلاب هذه المنطقة يتجهون نحو المدارس المجاورة.
وهناك مشاكل حقيقية في التعليم لابد على المجتمع ان يعالجها بشكل الصحيح مع الإدارة الحالية مثل:
1- قاعدة بناء فكر وعقلية الطالب في المرحلة الأولى والثانية والثالثة من حيث القراءة والكتابة والإملاء وجدول الضرب وإيجاد مربين متخصصين لهذه المرحلة المهمة كقاعدة مهمة جداً لهذا الجيل.
2- إيجاد موازنة معتمدة سنوياً للمدرسة والمدرسين يتكفل بها المجتمع لكي تكون حافز لهمة وعزيمة المدرسين والتي سوف ينتج عنها نشاط وحيوية للطلاب في ظل هذه المرحلة الصعبة التي تمر بها المؤسسة التعليمية.
*الكهرباء:
دخلت الكهرباء العمومية إلى المنطقة في عام 2007م وتوقفت بسبب الحرب عشر سنوات ولكن بجهد الشباب الرائعين أعادوا لنا هذا الشريان المهم إلى الخدمة في عام 2024م
*مصادر الدخل:
تعتبر مصادر الدخل لهذه القرية هي المواطن المغترب في دول المهجر وهو الرافد ومصدر الدخل بنسبة 95٪.
وأخيراً لم تكتمل هذه المقالة وإن كانت بادرة شخصية مني واعتبرها مقدمة لمقالة أخرى عن القرية وعن شخصياتها بمختلف تخصصاتها فلدينا التاجر والشاعر والمثقف والصحفي فقد كنت أود إضافة نبذة عن شاعر القرية المشهور سيف بن علي عبدالرب الظافري وبعض المقتطفات من شعره.
وعن التعليم كنت أود التطرق إلى معلامة القرية والتي كان يقف على رأسها الفقي علي مثنى وعبده طه شرف والذي تربى ودرس وتعلم على يدهم جيل الأباء ونبذة عنهما.
وهذا ما آل إليه جهدي وأرجو ممن لديه معلومات أو مصار أن يتواصل معي عبر الخاص فإن أصبت فمن الله وإن أخطأت فمن نفسي ومن الشيطان والسلام عليكم ورحمة الله.
محرره: أبو خليل  شبيطة - قرية النخلة 2024-06-20.